# 악시아타
악시아타(Axiata, 정식 사명: Axiata Group Berhad, 이전 사명: TM International Berhad)는 말레이시아의 다국적 통신 대기업으로 아시아에서 광범위한 사업을 운영하고 있다.

## 그룹
악시아타의 주요 사업은 투자 지주회사이자 국제적인 규모의 통신 및 컨설팅 서비스 제공이다. 악시아타는 주로 동남아시아 국가 연합(ASEAN) 및 남아시아 신흥 시장에 중점을 두고 있다.
이전 명칭은 TMI(TM International Bhd)였으며, 1992년 6월 12일 설립되었으며 TM(Telekom Malaysia Bhd)의 모바일 및 국제 사업 부문이었다. TMI가 TM에서 분리된 후, 2008년 말레이시아 증권거래소의 주거래 은행에 상장되었다. 2009년 4월 2일, TMI는 리브랜딩을 통해 새로운 사명인 악시아타와 새로운 로고를 선보였다.
새로운 슬로건인 "Advancing Asia"도 발표되었으며, 이는 아시아 시장 진출에 대한 회사의 집중을 반영한다.
악시아타는 말레이시아, 인도네시아, 스리랑카, 방글라데시, 캄보디아의 이동통신 사업자들의 지분을 보유하고 있다. 또한, 그룹은 태국과 파키스탄의 비이동통신 사업에도 지분을 보유하고 있다.